# Bahnhof Weiach-Kaiserstuhl
Weiach-Kaiserstuhl war vom 1. August 1876 bis 28. Mai 1995 ein Bahnhof im Personenverkehr an der Bahnstrecke Winterthur–Koblenz. Er liegt auf dem Gebiet der Gemeinde Weiach im Kanton Zürich, Schweiz. Mit dem Fahrplanwechsel 1995 wurde er als Zughalt aufgegeben und dafür die einige hundert Meter westlich gelegene Haltestelle Kaiserstuhl AG eröffnet. Genauer Standort: 674270 268560 (CH1903).

## Geschichte

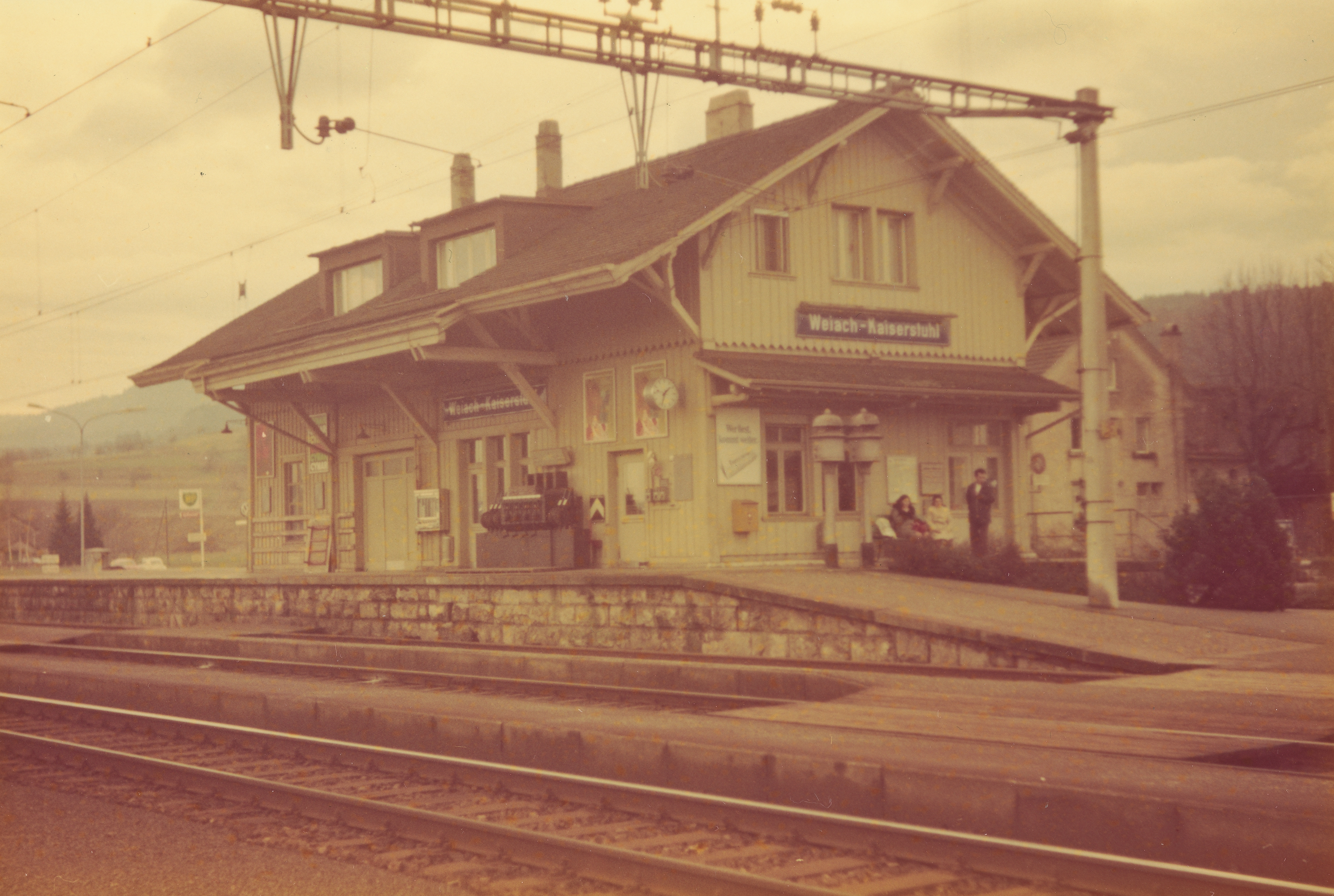
Stationsgebäude, Bahnseite, ca. 1980

Bereits auf der Karte zum ersten Konzessionsgesuch, das Ende der 1860er Jahre von der Stadt Winterthur eingereicht wurde, war eine Station «Kaiserstuhl–Weiach» eingezeichnet. Weil der Bau und der Unterhalt von Bahnhöfen schon damals ein kostspieliges Unterfangen war, erhielt nicht jede Gemeinde ihren eigenen Bahnhof. Die Strecke wurde schliesslich von der Nordostbahn gebaut. Sie schrieb im Sommer 1875 einen Wettbewerb zur Erstellung der Hochbauten der neuen Strecke aus.

## Das Stationsgebäude

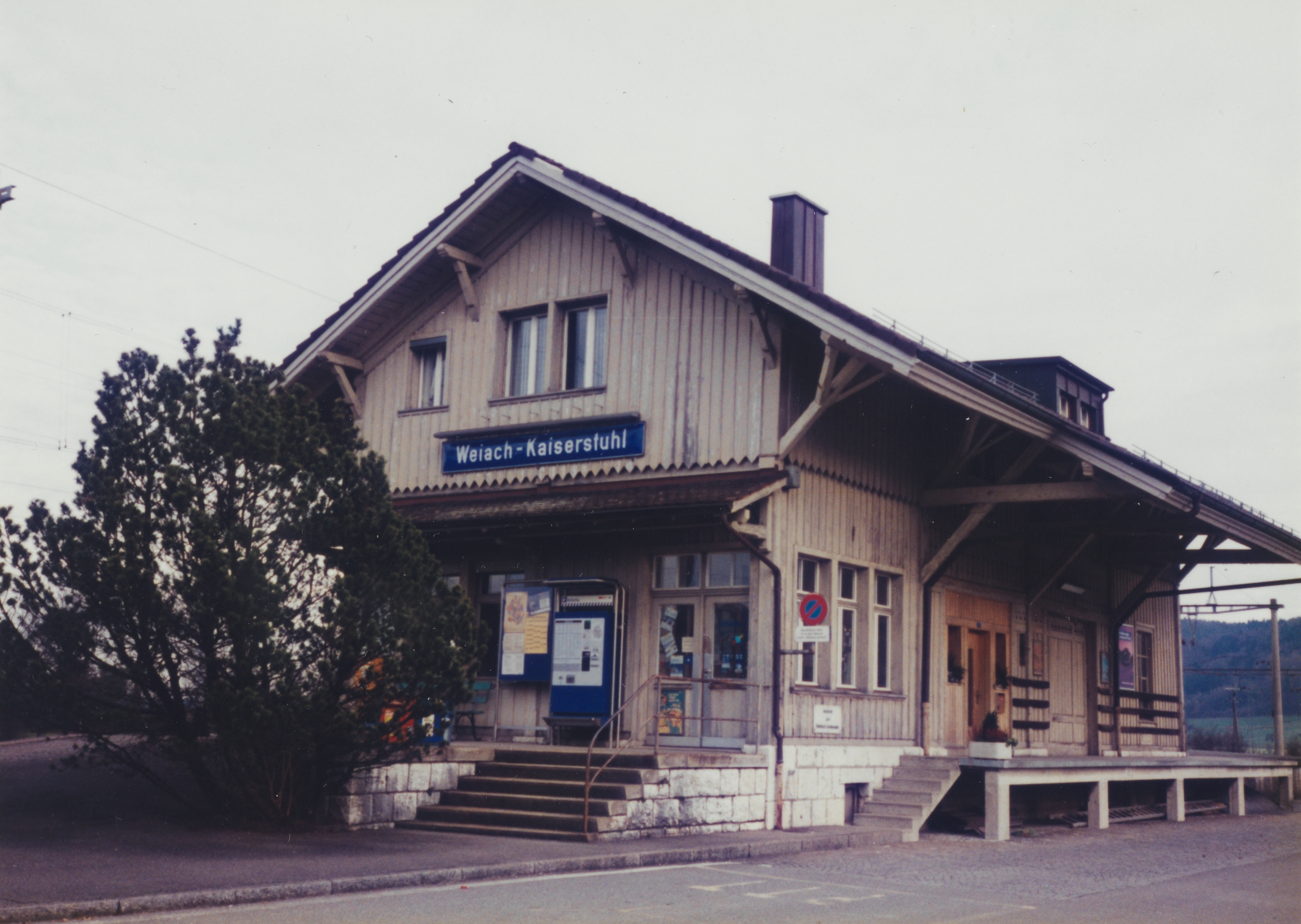
Stationsgebäude, Strassenseite, ca. 1995

Die kleineren Stationen (zu denen auch Weiach-Kaiserstuhl gehörte) erhielten das einheitliche «Bahnhofgebäude Classe V», einen «Passagirabtritt Classe V» und einen Brunnen. Jedes Bahnhofgebäude war mit einer Uhr und einer Stationsglocke ausgerüstet. Diese «Stationsgebäude Classe V» stehen heute noch in Glattfelden und von Zweidlen über Rümikon-Mellikon bis Rekingen. Es sind kompakte Holzbauten mit Büro, Güterschuppen und einer Dienstwohnung unter einem Dach. Die Bahnhöfe Eglisau und Zurzach waren als Steinbauten der «Classe III» mit einem eisernen Vordach konzipiert und mit einem separaten Güterschuppengebäude aus Holz versehen.

## Verkehrsanbindung
Heute halten in Weiach-Kaiserstuhl keine Züge mehr. Lediglich Güterumschlag für die Bedürfnisse der lokalen Landwirtschaft und des Gewerbes fand sporadisch noch statt. Auf den 11. Dezember 2005 hat die SBB Cargo den Selbstverlader-Bahnhof Weiach-Kaiserstuhl aufgehoben. Damit ist der Name der unmittelbar vis-à-vis des früheren Stationsgebäudes liegenden Haltestelle Alter Bahnhof der Postauto-Linie 510 des Zürcher Verkehrsverbunds gerechtfertigt.

## Umnutzung des Areals
Die Gemeinde Weiach hat im Mai 2021 angekündigt, dass ab 2023 insgesamt 2000 Quadratmeter Gewerbefläche zur Verfügung stehen sollen. Dies bedingt bauliche Massnahmen und damit eine dauerhafte Umnutzung weg vom ursprünglichen Zweck.